# Пашке, Пиус
Пиус Пашке (нем. Pius Paschke, род. 20 мая 1990 года, Мюнхен) — немецкий прыгун на лыжах с трамплина,  чемпион мира 2021 года в командах, серебряный призёр чемпионата мира по полётам на лыжах 2020 года. Участник зимних Олимпийских игр 2022 года. Многократный победитель этапов Кубка мира.

## Спортивная карьера
Пиус Пашке дебютировал на этапах Кубка мира 21 декабря 2013 года в Энгельберге. 
В 2020 году на чемпионате мира по полётам на лыжах в Планице завоевал серебряную медаль в командном первенстве.  
В 2021 году Пиус выступил на чемпионате мира в немецком Оберстдорфе, где стал чемпионом мира в командных соревнованиях. 
На зимних Олимпийских играх 2022 года в Пекине Пиус Пашке стал 30-м в прыжках с большого трамплина.  
На первом старте в ходе Кубка мира 2023/24 в финской Руке немец впервые в карьере в индивидуальных прыжках забрался на подиум, став вторым.
На седьмом этапе  Кубка мира сезона 2023/24 в швейцарском Энгельберге, Пиус впервые в карьере одержал победу в индивидуальных соревнованиях. По итогам сезона 2023/24 занял высшее в карьере 10-е место в общем зачёте Кубка мира (ранее не поднимался выше 15-го места в общем зачёте).
В сезоне 2024/25 в возрасте 34 лет стал лидером в мировых прыжках с трамплина. 23 ноября Пашке победил на этапе Кубка мира в Лиллехаммере, а на следующий день там же занял второе место. 30 ноября выиграл в финской Руке. 8 декабря выиграл этап Кубка мира в польской Висле, а 14 и 15 декабря выиграл этапы в Титизе-Нойштадте, при чём во втором случае опередил Михаэля Хайбёка всего на 0,4 балла. После 9 этапов уверенно лидировал в Кубке мира, опережая австрийца Яна Хёрля на 151 очко.

## Результаты

### Олимпийские игры
| Олимпийские игры | Нормальный трамплин | Большой трамплин | Большой трамплин (команда) |
| ---------------- | ------------------- | ---------------- | -------------------------- |
| 2022 Пекин       | —                   | 30               | —                          |

### Чемпионаты мира по лыжным видам спорта
| Чемпионаты мира | Нормальный трамплин | Большой трамплин | Большой трамплин (команда) |
| --------------- | ------------------- | ---------------- | -------------------------- |
| 2021 Оберстдорф | 16                  | 22               | 1                          |